# Seven Days in Utopia
Seven Days in Utopia (br: Utopia - O Caminho para a Vitória) é um filme estadunidense de 2011, do gênero drama, dirigido por Matt Russell.
O filme é baseado no livro Golf's Sacred Journey: Seven Days at the Links of Utopia por Dr. David Lamar Cook, um psicólogo que recebeu um Ph.D. em Esporte e Performance Psicologia da Universidade de Virgínia.
Foi filmado em Utopia e Fredericksburg, cidades do estado do Texas.

## Sinopse
Depois de isolar-se e bater o carro, um golfista talentoso, Luke (Lucas Black), é resgatado perto de Utopia e com a ajuda do fazendeiro Johnny (Robert Duvall) ele começa a repensar sobre seu futuro.

## Elenco
| Ator               | Papel              |
| ------------------ | ------------------ |
| Kathy Baker        | Mabel              |
| Robert Bear        | Chuck              |
| Lucas Black        | Luke Chisolm       |
| Dora Madison Burge | Hannah Chisolm     |
| Brady Coleman      | Patron             |
| Kim de Patri       | Golfer             |
| Richard Dillard    | Golfer #1          |
| Robert Duvall      | Johnny Crawford    |
| Jerry Ferrara      | Joe Buckner        |
| Brian Geraghty     | Jake               |
| Sarah Jayne Jensen | Maggie Swanson     |
| Melissa Leo        | Lily               |
| Josh Painting      | Duane              |
| Ezra Proch         | Young Luke Chisolm |
| Destiny Soria      | Golf Fan           |
| Joseph Lyle Taylor | Martin Chisolm     |
| Sally Vahle        | Mary Chisolm       |
| Deborah Ann Woll   | Sarah              |